# Edward John Robeson junior
Edward John Robeson junior (* 9. August 1890 in Waynesville, North Carolina; † 10. März 1966 in Pascagoula, Mississippi) war ein US-amerikanischer Politiker. Er vertrat den Bundesstaat Virginia im US-Repräsentantenhaus.

## Leben
Schon kurz nach seiner Geburt, 1891, zog seine Familie von Wythe County, Virginia nach Cartersville, Georgia. Dort besuchte er die öffentlichen Schulen in Quitman, Marietta und Sparta. Er graduierte 1910 an der University of Georgia in Athens. Robeson arbeitete in Bay Minette, Alabama und Ironwood, Michigan zwischen 1910 und 1915 als Bauingenieur. Danach war er bei der Newport News Shipbuilding & Amp. Dry Dock Co. von 1915 bis zu seiner Pensionierung am 30. April 1950 beschäftigt.
Robeson wurde 1950 als Demokrat in den 81. Kongress gewählt, um die freie Stelle, der durch den Tod von S. Otis Bland entstanden war, zu füllen. Danach wurde Robeson in die vier nachfolgenden Kongresse gewählt. Seine Amtszeit belief sich vom 2. Mai 1950 bis zum 3. Januar 1959. Er stellte sich 1968 noch einmal zu Wahl für den Kongress, aber unterlag. Robeson lebte bis 1964 in Newport News. Danach kehrte er nach Waynesville zurück.
Edward Robeson starb am 10. März 1966 in Pascagoula, Mississippi. Er wurde auf dem Green Hill Cemetery in Waynesville beigesetzt.